# Жуково (Андреапольский район)
Жуково — деревня в Андреапольском районе Тверской области. Входит в Торопацкое сельское поселение.

## География
Расположена примерно в 7 верстах к востоку от села Торопаца на берегу озера Бойно.

## История
В конце XIX — начале XX века на месте деревни находился погост Жуково, который входил в Холмский уезд Псковской губернии. На погосте была православная церковь Покрова Божией Матери. Каменная, построена в 1801 году. Церковь не сохранилась. 

## Население
| 2002 | 2010 |
| ---- | ---- |
| 30   | ↘25  |